# 飾西郵便局
飾西郵便局（しきさいゆうびんきょく）は兵庫県姫路市にある郵便局。民営化前の分類では集配普通郵便局であった。

## 概要
住所：〒671-2299 兵庫県姫路市飾西41-3
民営化直前の集配業務再編において、多くの集配普通郵便局は統括センターとなったが、当局は配達センターとされたため、民営化後も郵便事業株式会社の支店は併設されず、集配センターが併設された。

## 沿革
- 1874年（明治7年）12月16日 - 飾西郵便取扱所として開設[1]。
- 1875年（明治8年）1月1日 - 飾西郵便局（五等）となる。
- 1885年（明治18年）10月1日 - 貯金取扱を開始。
- 1892年（明治25年）2月1日 - 為替取扱を開始。
- 1969年（昭和44年）4月25日 - 電話交換業務を姫路電報電話局に移管[2]。
- 1979年（昭和54年）11月30日 - 和文電報配達業務を姫路電報電話局に移管。
- 1982年（昭和57年）3月15日 - 太子郵便局から集配業務の一部（姫路市太市地区）を移管。
- 1984年（昭和59年）10月1日 - 特定郵便局から普通郵便局に局種別改定。
- 2000年（平成12年）8月14日 - 外国通貨の両替および旅行小切手の売買に関する業務取扱を開始。
- 2007年（平成19年）10月1日 - 民営化に伴い、併設された郵便事業姫路支店飾西集配センターに一部業務を移管。
- 2012年（平成24年）10月1日 - 日本郵便株式会社発足に伴い、郵便事業姫路支店飾西集配センターを飾西郵便局に統合。

## 取扱内容
- 郵便、印紙、ゆうパック、内容証明
- 貯金、為替、振替、振込、国際送金、国債、投資信託
- 生命保険、バイク自賠責保険、自動車保険
- 地方公共団体事務（兵庫県住宅再建共済基金利用申込取次事務）
- ゆうちょ銀行ATM
- 姫路市内の一部地域の集配業務

## 周辺
- 姫路市役所 西出張所
- 兵庫県立姫路飾西高等学校
- 菅生川

## アクセス
- JR姫新線 余部駅から北西へ約1.4km（徒歩約16分）
- 神姫バス 飾西郵便局前停留所下車
- 山陽自動車道 山陽姫路西ICから東へ約2.5km
- 駐車場あり：17台